# پاول واندن بوینانتس
پاول واندن بوینانتس (انگلیسی: Paul Vanden Boeynants؛ ۲۲ مهٔ ۱۹۱۹ – ۹ ژانویهٔ ۲۰۰۱) یک سیاست‌مدار اهل بلژیک بود.